# Cendrine Nama
Pour les articles homonymes, voir Nama.
 (février 2021).
 (janvier 2021).
 (janvier 2021).
Cendrine Nama née le 31 août 1986, est une chanteuse burkinabé. Elle est aussi activiste pour les droits humains et la bonne gouvernance. Elle est une des figures de proue de l'insurrection populaire de 2014 au Burkina Faso.

## Biographie
Cendrine Nama commence sa carrière musicale après avoir remporté la première édition du télé-crochet Faso Academy de la Télévision nationale du Burkina. À la suite de cela, elle rejoint l'écurie Abazon de l'artiste Smockey et met sur le marché discographique différentes œuvres qui rencontrent un certain succès dans son pays.
Porte flambeau de la lutte contre la mortalité maternelle et le mariage précoce auprès d'Amnesty International, elle est choisie par l'organisation State of Union africa (SOTU) pour porter une campagne continentale portant sur la mise en œuvre effective des instruments de l'union africaine. Elle développe à la faveur de ces différentes actions  une expérience sur des questions sécuritaires axées sur la participation citoyenne. Elle rejoint l'Institut des États-Unis pour la paix, un institut basé à Washington ayant des missions de paix à travers le monde basé sur le dialogue, dont elle est la représentante au Burkina Faso à partir de 2016.

## Discographie

### Maxi
- Africa yé

### Album
- Couleur Ebene[1]

### Singles
- Play for the Union
- Bansa
- Kouma[2]

## Sources
1. ↑  B24 Opinion, « Cendrine Nama: lauréate et souvenir vivant des premiers pas de Faso Academy », sur Burkina24.com - Actualité du Burkina Faso 24h/24, 13 novembre 2011 (consulté le 1er novembre 2023)
2. ↑  marie, « Cendrine Nama, un nouveau Single « Kouman » », sur Faso Culture, 27 février 2020 (consulté le 1er novembre 2023)

- Cendrine Nama, chef de deux entreprises au Burkina, à 28 ans, Afrik.com
- Cendrine Nama musicinafrica.net
- Cendrine Nama, artiste musicienne burkinabè : « Je crois en l’Afrique », Le faso.net
- « Vivre utile » : l’engagement de Cendrine Nama, du Burkina Faso, Amnesty
- La femme aux multiples casquettes, Queenmafa
- Burkinaonline.com